# Kristiina Mäki
Kristiina Hannele Mäki (née le 22 septembre 1991 à Seinäjoki en Finlande) est une athlète tchèque, spécialiste du fond.

## Carrière
Native de Seinäjoki en Finlande, elle arrive en République tchèque à l'âge de trois ans, avec son père finlandais et sa mère tchèque, ses parents étant tous deux des athlètes.
Elle fait ses débuts internationaux aux championnats d'Europe de Zurich , où elle termine 12e du 5 000 mètres.
Elle obtient sa première médaille internationale en remportant l'or aux Universiades de 2015.

## Palmarès
| Date | Compétition                       | Lieu      | Résultat | Épreuve | Temps          |
| ---- | --------------------------------- | --------- | -------- | ------- | -------------- |
| 2015 | Universiade                       | Gwangju   | 1re      | 5 000 m | 16 min 03 s 29 |
| 2017 | Championnats d'Europe par équipes | Lille     | 7e       | 1 500 m | 4 min 16 s 43  |
| 2017 | Universiade                       | Taipei    | 3e       | 1 500 m | 4 min 20 s 65  |
| 2019 | Championnats d'Europe par équipes | Bydgoszcz | 3e       | 1 500 m | 4 min 09 s 12  |
| 2021 | Jeux olympiques                   | Tokyo     | 13e      | 1 500 m | 4 min 11 s 76  |
| 2022 | Championnats d'Europe             | Munich    | 6e       | 1 500 m | 4 min 05 s 73  |

## Records
| Épreuve | Épreuve   | Temps               | Lieu         | Date            |
| ------- | --------- | ------------------- | ------------ | --------------- |
| 1 500 m | Plein air | 4 min 1 s 23 (NR)   | Tokyo        | 4 août 2021     |
| 1 500 m | En salle  | 4 min 08 s 41       | Glasgow      | 15 février 2020 |
| 3 000 m | Plein air | 8 min 51 s 69 (NR)  | Brunswick    | 21 juin 2014    |
| 3 000 m | En salle  | 8 min 56 s 38       | Val-de-Reuil | 14 février 2022 |
| 5 000 m | Plein air | 15 min 31 s 15 (NR) | Sligo        | 23 juin 2016    |